# Villanubla
Villanubla ist ein Ort und eine spanische Gemeinde (municipio) mit 2.915 Einwohnern (Stand: 2024) im Zentrum der Provinz Valladolid in der Autonomen Region Kastilien-León.

## Lage und Klima
Der ca. 845 m hoch gelegene Ort Villanubla liegt in der Iberischen Meseta knapp 13 km (Fahrtstrecke) nordwestlich von Valladolid. Das Klima im Winter ist kalt, im Sommer dagegen warm bis heiß; der spärliche Regen (ca. 420 mm/Jahr) fällt verteilt übers ganze Jahr.

## Bevölkerungsentwicklung
| Jahr      | 1857  | 1900  | 1950  | 2000 | 2016  |
| Einwohner | 1.351 | 1.267 | 1.631 | 926  | 2.713 |

Der Bevölkerungsrückgang den 1950er Jahren ist im Wesentlichen auf die Mechanisierung der Landwirtschaft und die Aufgabe von bäuerlichen Kleinbetrieben zurückzuführen (Landflucht). Der erneute Anstieg der Einwohnerzahlen im 21. Jahrhundert hängt zusammen mit der wirtschaftlichen Entwicklung und der räumlichen Nähe zur Großstadt Valladolid.

## Wirtschaft
Die Einwohner der Gemeinde lebten jahrhundertelang hauptsächlich als Selbstversorger von der Landwirtschaft, zu der auch ein wenig Viehzucht (Schafe, Ziegen, Hühner) und in geringem Umfang auch der Weinbau gehörte. Erwirtschaftete Überschüsse konnten bei fahrenden Händlern getauscht oder auf den Märkten von Valladolid verkauft werden. Auf dem Gemeindegebiet von Villanubla liegt der Flughafen Valladolid.

## Geschichte
Die frühe Geschichte des Ortes ist ähnlich der von Valladolid. Im 8. Jahrhundert eroberten islamisch-maurische Heere nahezu die gesamte Iberische Halbinsel; im 9. Jahrhundert eroberten asturisch-leonesische Heere die Gebiete nördlich des Duero zurück (reconquista). Ende des 10. Jahrhunderts machte der maurische Heerführer Almansor die christlichen Erfolge vorübergehend wieder zunichte, doch begann danach die Phase der Wiederbevölkerung (repoblación) mit Christen aus allen Teilen der Iberischen Halbinsel. Die erste urkundliche Erwähnung des Ortsnamens stammt aus dem 12. Jahrhundert. Philipp IV. gewährte dem Ort im Jahr 1635 das Stadtrecht (villazgo).

## Sehenswürdigkeiten
- Die der Himmelfahrt Mariens geweihte Iglesia de Nuestra Señora de la Asunción entstand im 16. Jahrhundert – zum Teil unter Einbeziehung von Bauteilen einer älteren Kirche. Der dreibogige Portikus auf der Südseite wurde im 18. Jahrhundert angefügt. Die recht breite Kirche ist einschiffig und verfügt über eine Barockausstattung. Das Altarretabel (retablo) stammt aus dem 17. Jahrhundert; einige der Figuren sind jedoch älter bzw. jünger.[5]
- Die beim Friedhof (cementerio) stehende und von einem Glockengiebel (espadaña) überhöhte Ermita del Cristo del Humiladero ist ein recht imposanter Bau des 17. Jahrhunderts mit späteren Ergänzungen.[6]

## Persönlichkeiten
- Marcelo González Martín (1918–2004), römisch-katholischer Geistlicher, Erzbischof von Barcelona (1967–1971) und Toledo (1971–1995)